# 주식회사 (일본)
일본의 주식회사(株式会社 가부시키가이샤[*])는 일본의 회사법에 따라 설립되는 회사 형태 중 하나로 주식이라는 세분화된 직원 권한을 갖는 유한책임이 있는 사원 (주주)만으로 이루어져 있는 회사이다. 영어권에서는 일본어 발음인 가부시키가이샤(영어: kabushiki kaisha, KK)로 알려져 있다.
최초의 일본 주식회사는 1873년 설립된 일본 최초의 국립 은행인 제1권업은행이다.